# Dilma Rousseff
Dilma Vana Rousseff (Belo Horizonte, 1947. december 14. –) Brazília 36. elnöke; az első nő ebben a tisztségben.
Rousseff szülei bolgár bevándorlók voltak. 2005 és 2010 között elődje, Luiz Inácio Lula da Silva kabinetfőnöke volt. 2010-ben a munkáspárt színeiben indulva megnyerte az elnökválasztást. 2014. október 26-án, a brazil elnökválasztás második fordulójában újraválasztották, ezzel Rousseff második négyéves mandátumát töltheti a dél-amerikai ország élén.
2014-ben a Forbes magazin beválasztotta a világ 100 legbefolyásosabb asszonya közé.
2016. május 12-én a brazil parlament megszavazta Rousseff felmentését Brazília elnökének pozíciójából. Ezzel Michel Temer alelnök vált Brazília elnökévé, Rousseff terminusa végéig.